# Distrito Củ Chi
Củ Chi es un distrito rural de la ciudad de Ho Chi Minh, Vietnam .

## Etimología
La palabra vietnamita Củ Chi se deriva de las antiguas palabras Mon-Khmer Tonle Sre (ទន្លេស្រែ, "río de campo de arroz") o Sre (ស្រែ "campo de arroz").[cita requerida]

## Historia
Durante la guerra de Vietnam de 1967, el campamento base de Củ Chi sirvió como base para el 269.° batallón de aviación del ejército de los Estados Unidos.
Es famoso por sus túneles Củ Chi, que se construyeron durante la guerra de Vietnam y sirvieron como cuartel general del Viet Cong Hoy, el distrito tiene muchas zonas industriales.
A 2010, la población del distrito fue de 355,822. Tiene una superficie de 435 km². La capital del distrito se encuentra en Củ Chi Town. 

## Administración
El distrito consta de 1 ciudad, Củ Chi Town (también la capital del distrito) y 20 comunas:
- Comunas:

| - Phú Hòa Đông - Tân Thạnh Đông - Tân Thạnh Tây - Tân An Hội - Tân Thông Hội - Trung un - Phước Vĩnh An - Hoa Phú - Thai Mỹ - Phước Thạnh | - An Phú - Trung Lập Thượng - Nhuận Đức - Phạm Văn Cội - Bình Mỹ - Phước Hiệp - Trung Lập Hạ - Tân Phú Trung - Phú Mỹ Hưng - An Nhơn Tây |